# Špindlerův mlýn
Špindlerův mlýn (Břetenský, Vřetenový, Spindelmühle) je zaniklý vodní mlýn ve Špindlerově Mlýně (původně Svatý Petr), který stál mezi ulicemi Špindlerovská a Svatopetrská. Byl postaven na horním toku Labe v obci, kterou po něm později pojmenovali. Budova existující v letech 1784–2022 byla jedním ze symbolů Špindlerova Mlýna a dominantou centra horského městečka, které je po ní pojmenované. Byl zbořen na podzim roku 2022.

## Historie
Vodní mlýn je zakreslen na mapě Bedřichova z roku 1784 jako Spindlers-Mühl. Roku 1905 byl přebudován na hostinec. Během poválečného období byl přebudován na zotavovnu ROH pod názvem „Pětiletka“ a využíván byl pro rekreaci pracujících, rodinných příslušníků i jejich dětí. Po sametové revoluci objekt sloužil jako restaurace, kino a obchod. Na počátku 10. let 21. století bylo kvůli ztrátovosti kino zrušeno, hostinec vydržel do roku 2021, kdy majitel objektu vypověděl nájemcům smlouvu. Na přelomu září a října 2022 byl celý areál s bohatou historií svévolně demolován bez povolení k demolici. Majitel, kterým je pražská společnost Projekt Central, na jeho místě plánuje vybudovat luxusní ubytovací komplex.